# Otto Volkmann (Politiker)
Otto Volkmann (* 4. Oktober 1883 in Angerburg; † 9. Juli 1959) war ein deutscher Gewerkschafter und Politiker (SPD). Er war von 1947 bis 1950 Abgeordneter des Landtages von Nordrhein-Westfalen.

## Leben
Nach dem Besuch der Volksschule absolvierte er eine Ausbildung zum Schlosser und Dreher. Im Anschluss arbeitete er in der Montanindustrie. Mitglied der SPD wurde Volkmann 1905; von 1918 bis 1933 war er ehrenamtlich für die Partei tätig. Volkmann war ab 1905 Mitglied des Deutschen Metallarbeiterverbandes und später Geschäftsführer der Gewerkschaft in den Verwaltungen Mülheim an der Ruhr, Neheim-Hüsten und Remscheid.
Volkmann war nach dem Zweiten Weltkrieg Abteilungsleiter bei der Westfalenhütte Dortmund AG. Er betätigte sich erneut in der Gewerkschaft und war ab 1947 hauptamtlicher Bezirkssekretär der IG Metall. Des Weiteren gehörte er der Dortmunder Stadtverordnetenversammlung an. Vom 20. April 1947 bis zum 17. Juni 1950 war er Mitglied im Landtag von Nordrhein-Westfalen. Er wurde im Wahlkreis 107 Dortmund II direkt gewählt.